# Direcție (avion)

Efectul direcției asupra avionului

Ampenajul unui Airbus A380, cu deriva și direcțiile sale

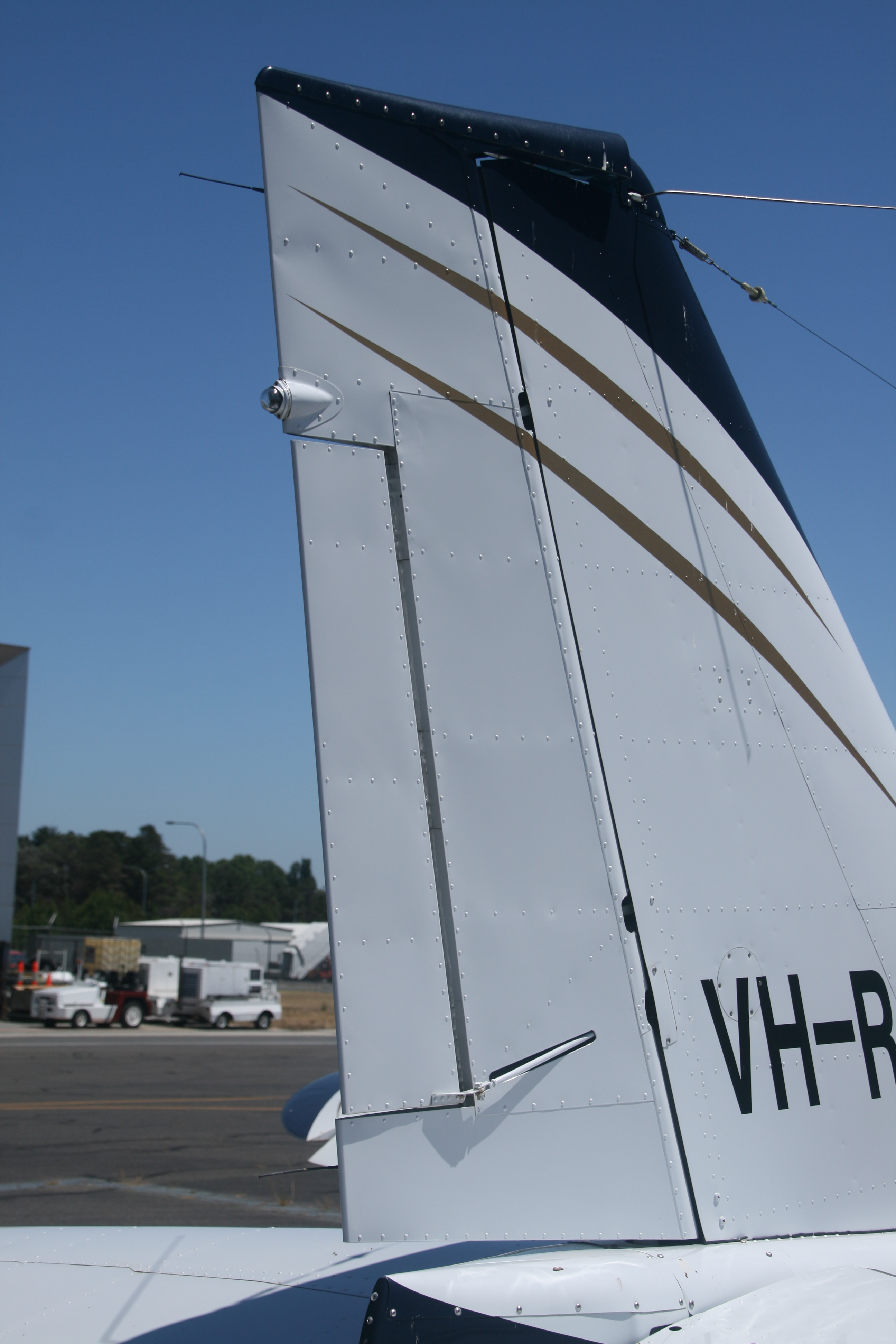
Direcția și compensatorul ei la un avion ușor

Direcția unui avion este o suprafață de comandă a zborului, amplasată de obicei în ampenaj, Ea asigură stabilitatea zborului și rotirea avionului în jurul axei de girație. La zborul orizontal axa de girație este verticală, caz în care girația determină direcția de zbor în plan orizontal (capul compas). Direcția este mobilă, articulată de derivă și comandată cu ajutorul palonierului.

## Efectul direcției
Direcția este comandată cu ajutorul palonierului, acționat de pilot printr-o pereche de pedale care se mișcă în contrasens. Apăsarea pedalei din dreapta brachează direcția la dreapta și rotește avionul la dreapta, iar apăsarea pedalei din stânga brachează direcția la stânga și rotește avionul la stânga.
Direcția este utilizată în principiu pentru a roti avionul în plan orizontal, însă are un efect mic în cazul virajelor. Virajul este determinat în special de înclinarea avionului, adică de efectul eleroanelor. Totuși, pentru realizarea virajului corect este nevoie de corectarea poziției avionului după axa de girație, corecție care se obține cu ajutorul direcției.
Acționarea doar a direcției determină și un efect secundar de înclinare a avionului. Dacă direcția este bracată la dreapta, coada este împinsă la stânga, avionul se rotește la dreapta, rotirea determină creșterea vitezei aerului față de aripa din stânga și creșterea portanței sale și reducerea lor pe aripa din dreapta, ceea ce face ca avionul să se încline la dreapta. Această înclinare trebuie compensată cu eleroanele (manșa), astfel că practic întotdeauna comenzile palonierului trebuie împerecheate cu comenzile manșei.
În cazul avioanelor cu mai multe motoare cedarea (oprirea) unui motor, sau cedarea asimetrică a unor motoare duce la o tracțiune asimetrică, care generează un cuplu care are tendința de a roti avionul în jurul axei de girație. Efectul se compensează în special cu ajutorul direcției. Forțele generate de tracțiunea asimetrică sunt mari, ca urmare direcția are dimensiuni mult mai mari decât cele necesare pentru viraje sau pentru compensarea abaterilor generate de turbulențele atmosferice. Ca urmare, în zborul normal este nevoie de bracări mici pentru corecțiile curente.
Ca și alte suprafețe de comandă, asupra direcției pot acționa forțe mari, care, dacă persistă în timp (de exemplu în cazul cedării asimetrice a motoarelor) trebuie compensate, motiv pentru care ea este prevăzută cu un compensator care anulează forța din pedale în poziția neutră a palonierului.